# Polskie Termopile

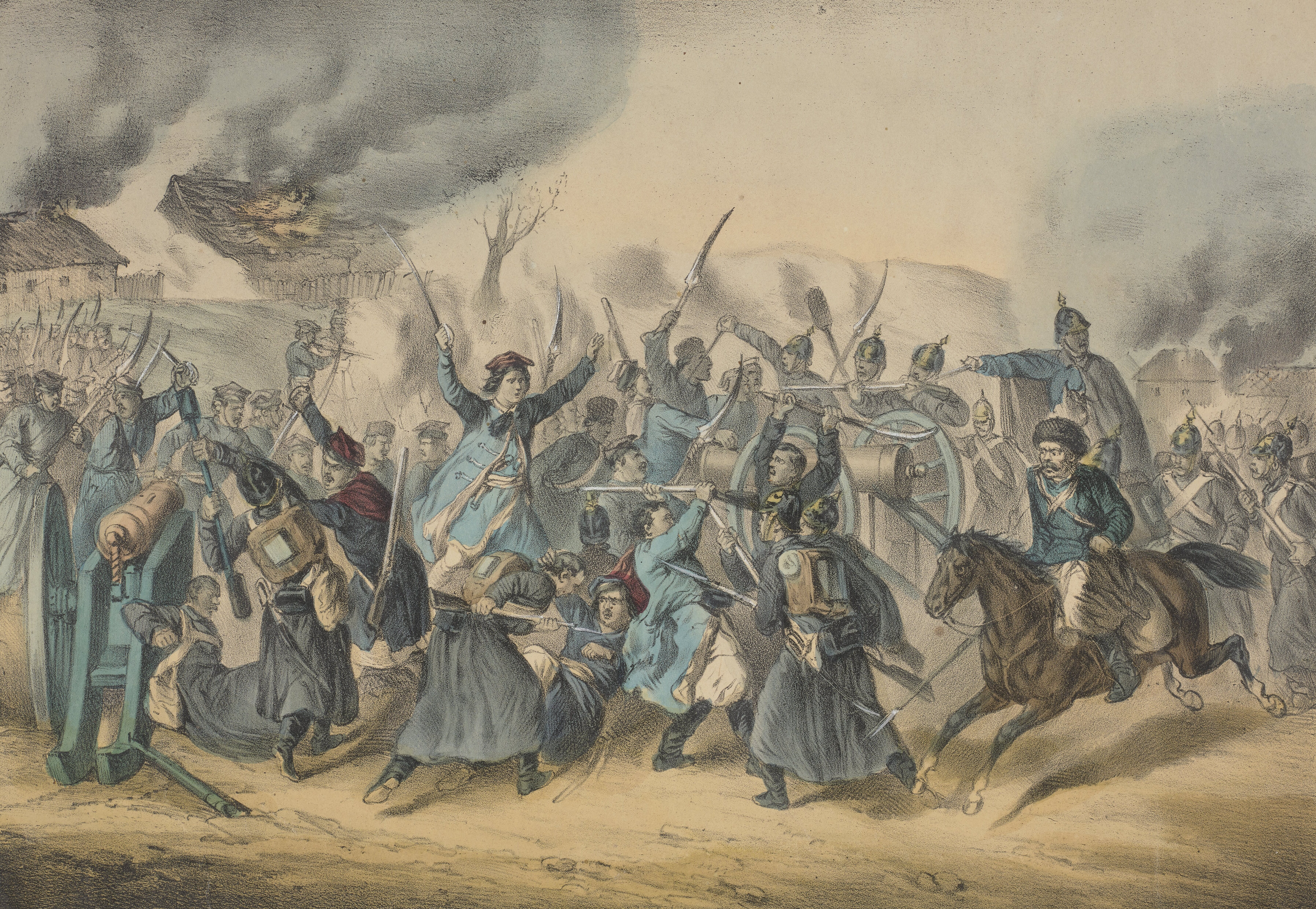
Bitwa pod Węgrowem

Polskie Termopile – termin publicystyczny, używany na określenie kilku bitew z historii Polski, na wzór starożytnej bitwy pod Termopilami. Wspólnymi cechami wszystkich tych starć, które upodabniają je do desperackiej obrony Spartan przed Persami w wąwozie termopilskim, jest rażąca dysproporcja sił na korzyść strony atakującej, a także odważna postawa obrońców, walczących do wyczerpania zapasów i nawet za cenę śmierci większości oddziału.
Określenia polskie Termopile jako pierwszy użył francuski poeta August Barbier w wierszu Atak pod Węgrowem z 1863 r. Natchnieniem była bitwa pod Węgrowem stoczona w trakcie powstania styczniowego. Poeta porównał atak polskich kosynierów na rosyjskie armaty do heroicznych walk starożytnych Spartan. Wkrótce określenie to przylgnęło na trwałe do boju powstańców; porównania tego starcia do bitwy pod Termopilami znalazły się także w wierszach Vanitas Cypriana Kamila Norwida i Bój pod Węgrowem Marii Konopnickiej. Z czasem zaczęto tak określać również inne bitwy.

## Bitwy

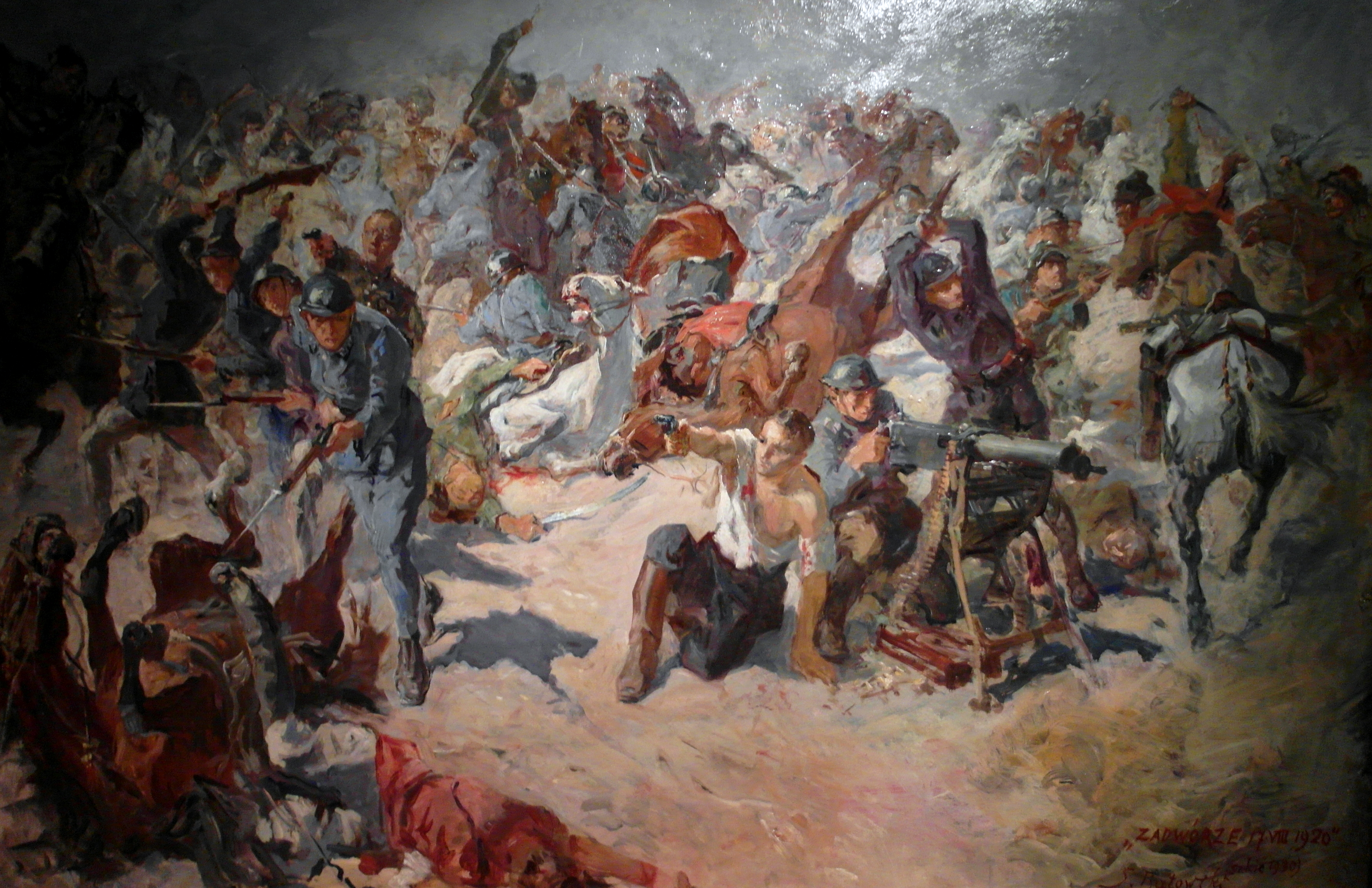
Bój pod Zadwórzem, obraz Stanisława Kaczora-Batowskiego z 1929 roku

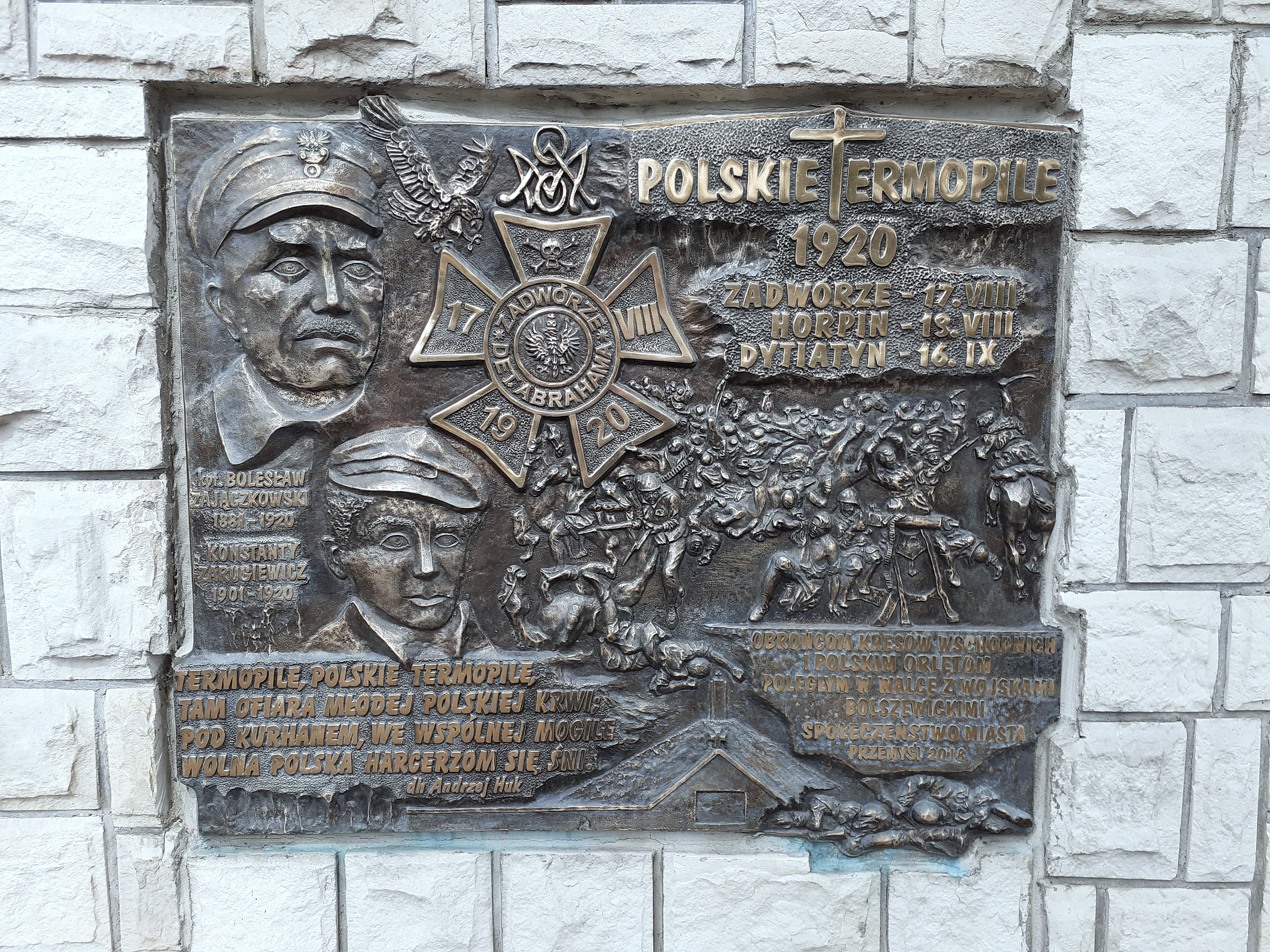
Tablica Polskie Termopile na Pomniku Orląt Przemyskich

Tradycyjnie mianem polskich Termopil określa się następujące starcia:
- Bitwa pod Hodowem (11 czerwca 1694 r.) – bitwa pomiędzy wojskami polskimi, a tatarskimi w trakcie wojny polsko-tureckiej (1683–1699). Wygrana przez stronę polską dzięki skutecznej obronie husarii, pomimo stosunku sił wynoszącego w przybliżeniu 100:1 (ok. 40 tys. Tatarów przeciwko 400 Polakom)[potrzebny przypis].
- Bitwa pod Węgrowem (3 lutego 1863 r.) – bitwa stoczona w trakcie powstania styczniowego w otoczonej przez rosyjskie wojska wsi Węgrów. Liczący ok. 1 tys. ludzi oddział kosynierów kontratakował w kierunku rosyjskiej artylerii, wybił obsługę dział i zmusił do odwrotu wrogą piechotę za cenę dużych strat własnych. [1]
- Walki pod Persenkówką pod koniec 1918 w trakcie wojny polsko-ukraińskiej, które podczas odsłonięcia pomnika Obrońców Lwowa na Persenkówce 28 września 1924 zostały określone przez gen. Tadeusza Rozwadowskiego „czynem polskich Termopil”[2].
- Bitwa pod Zadwórzem[3] (17 sierpnia 1920 r.) – bitwa stoczona w trakcie wojny polsko-bolszewickiej we wsi Zadwórze, gdzie batalion polskich wojsk, złożony z ochotników spośród lwowskiej młodzieży, zagrodził drogę na Lwów oddziałom 1 Armii Konnej Siemiona Budionnego. Z 330 polskich żołnierzy poległo 318, kilkunastu rannych zostało wziętych do niewoli. Dowódca batalionu kpt. Bolesław Zajączkowski, popełnił z kilkoma żołnierzami samobójstwo. Zwłoki pięciu oficerów, które udało się zidentyfikować, pochowano na cmentarzu Orląt we Lwowie; pozostali spoczęli na miejscu swej bohaterskiej śmierci, gdzie został usypany kurhan i umieszczona tablica pamiątkowa z napisem: Orlętom, poległym w dniu 17 sierpnia 1920 r. w walkach o całość ziem kresowych[4].
- Bitwa pod Dytiatynem (16 września 1920 r.) – bitwa stoczona w trakcie wojny polsko-bolszewickiej, gdzie poddziały 13 pułku piechoty i dwie baterie 8 Brygady Artylerii liczące łącznie ok. 600 żołnierzy powstrzymywały przez cały dzień natarcie bolszewickiej piechoty i konnicy w sile ok. 2 tys. ludzi na wzgórzu 385 pod wsią Dytiatyn. Pod koniec starcia na miejscu pozostał już tylko jeden pluton piechoty z 13 pułku i resztki artylerii pod dowództwem kpt. Adama Zająca, które broniły się do ostatniego człowieka. Bohaterska postawa obrońców pozwoliła dać czas na przegrupowanie oddziałom polsko-ukraińskim w okolicach Halicza, które bez osłony 13 PP pod Dytiatynem zostałyby najpewniej zaatakowane od flanki i unicestwione[5].
- Obrona Wizny (7–10 września 1939 r.) – bitwa stoczona w trakcie wojny obronnej 1939 r. Przeciw 42 200 żołnierzom niemieckim walczyło 720 Polaków pod dowództwem kpt. Władysława Raginisa. Niemcy dysponowali 350 czołgami, 657 moździerzami, działami i granatnikami, mieli też wsparcie powietrzne 600 samolotów Luftwaffe – na jednego Polaka przypadło więc w przybliżeniu sześćdziesięciu Niemców. Tylko kilkudziesięciu polskich żołnierzy zostało wziętych w niewolę niemiecką. Reszta zginęła walcząc do końca, dowódca dopełnił złożonej wcześniej przysięgi, że żywy nie odda bronionych pozycji. Po wyczerpaniu amunicji i wydaniu rozkazu kapitulacji ostatnim ocalałym podwładnym, sam pozostał na stanowisku dowodzenia i popełnił samobójstwo, rozrywając się granatem[6].